# منتخب ألمانيا الشرقية لكرة الطائرة للرجال
منتخب ألمانيا الشرقية الوطني لكرة الطائرة للرجال  هو ممثل ألمانيا الشرقية الرسمي في المنافسات الدولية في كرة طائرة في فئة كرة الطائرة للرجال.